# Mewa trójpalczasta
Mewa trójpalczasta (Rissa tridactyla) – gatunek średniej wielkości ptaka wodnego z rodziny mewowatych (Laridae), występujący na morzach, oceanach, wybrzeżach i wyspach półkuli północnej. Mimo że jest to ptak liczny, uznawany jest za gatunek narażony na wyginięcie, gdyż jego liczebność szybko spada.

## Występowanie
Zamieszkuje arktyczne i subarktyczne strefy Europy, Azji i Ameryki Północnej, w zależności od podgatunku:
- mewa trójpalczasta[7] (Rissa tridactyla tridactyla) – od atlantyckich wybrzeży Kanady i północno-wschodniego krańca USA przez Grenlandię, zachodnią i północną Europę po Ziemię Północną na Oceanie Arktycznym. W Europie występuje w Wielkiej Brytanii, na francuskich, duńskich, skandynawskich i rosyjskich wybrzeżach oraz na Islandii. Zimuje na Atlantyku (na południu dociera po Morze Sargassowe i zachodnią Afrykę) oraz w zachodniej części Morza Śródziemnego.

Na polskim wybrzeżu pojawia się nieregularnie i nielicznie, podczas przelotów sporadycznie spotykana w głębi kraju (zwykle w listopadzie).
- mewa pacyficzna[7] (Rissa tridactyla pollicaris) – od północno-wschodniej Syberii przez Kamczatkę, Morze Ochockie, Kuryle po Morze Beringa i Alaskę. Zimuje na Pacyfiku, na południu dociera po Morze Wschodniochińskie i północno-zachodni Meksyk.

## Charakterystyka

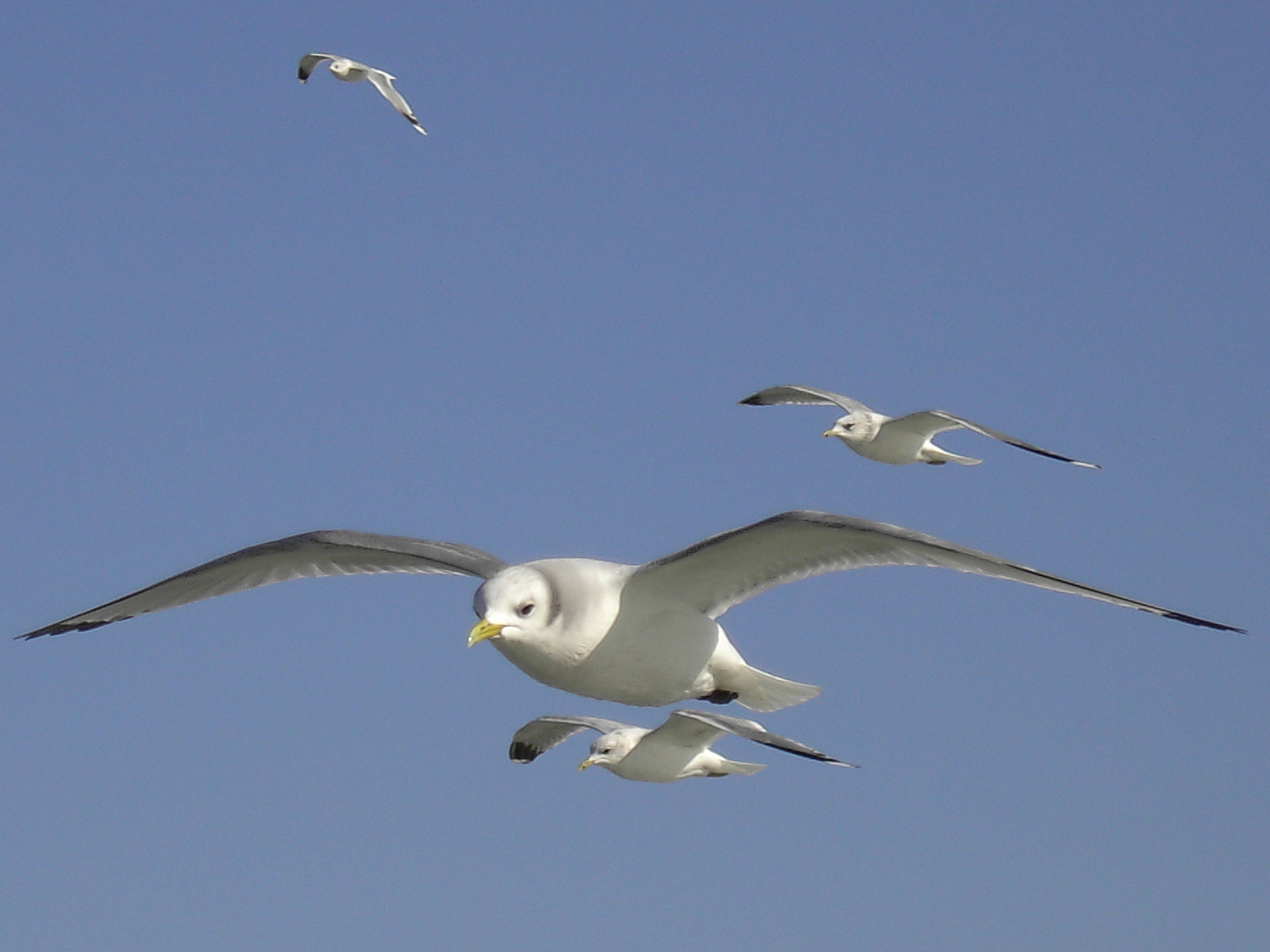
Mewa trójpalczasta w szacie spoczynkowej na otwartym morzu

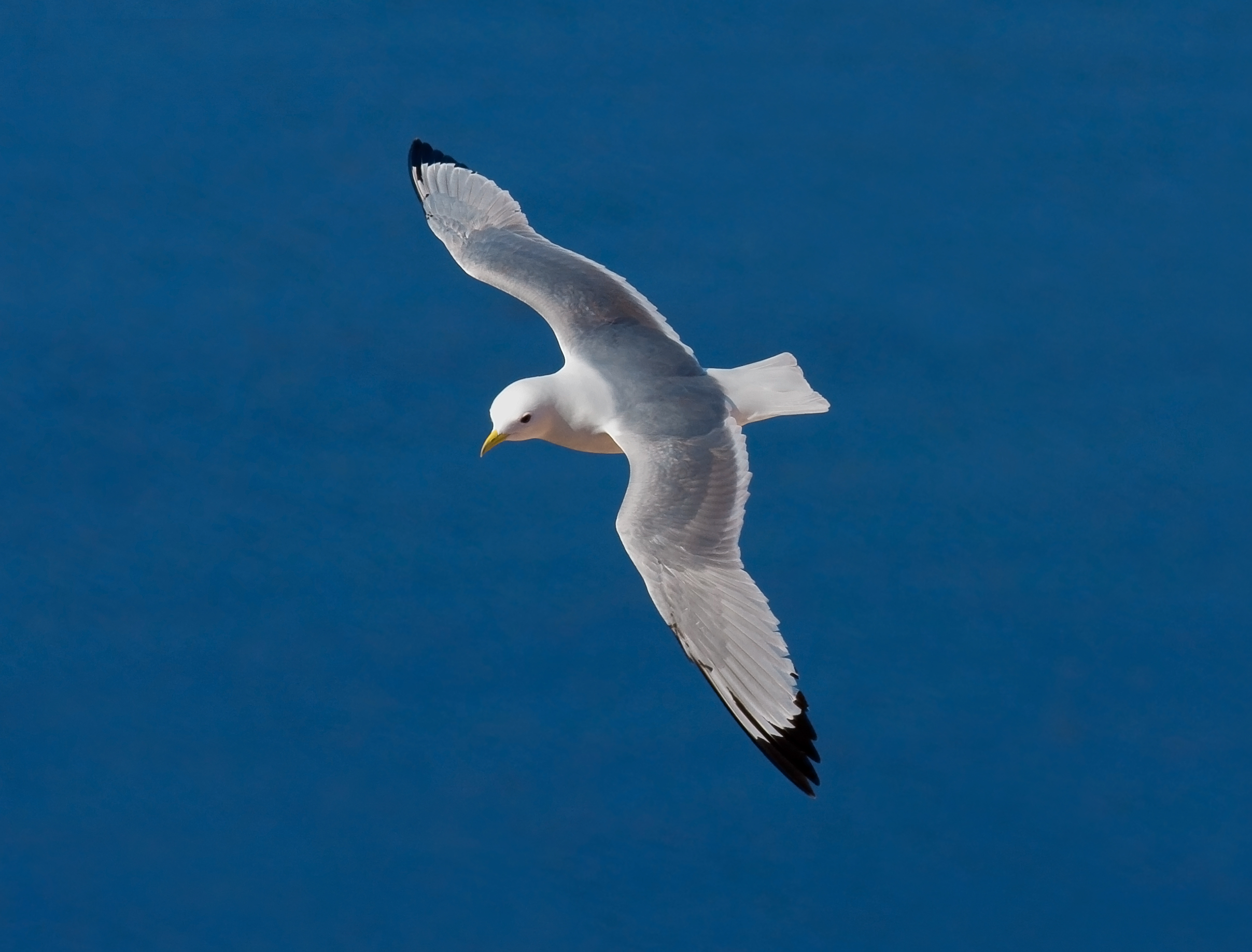
Wierzch ciała dorosłego ptaka widoczny w locie

Cechy gatunkuDługość ciała 38–40 cm, rozpiętość skrzydeł 91–97 cm; masa ciała 305–512 g. Brak wyraźnego dymorfizmu płciowego. Biały ptak z grzbietem i skrzydłami popielatymi (ciemniejszymi niż u mewy siwej), nogi i końce piór na skrzydłach są czarne, dziób żółtozielonkawy do żółtego. W okresie godowym cała głowa biała. Na końcach skrzydeł brak białych plamek (tzw. perełek), charakterystycznych dla innych gatunków mew, np. mewy pospolitej. Czwarty palec jest uwsteczniony, bez pazura, w czym różni się od innych gatunków mew, u których on występuje. Stąd też wzięła się nazwa gatunkowa. W szacie spoczynkowej od sierpnia do października widać pod okiem czarną, półksiężycowatą plamę i drugą ciemną na uchu. Poza tym kark jest szaroniebieski. Osobniki młodociane mają na karku czarny pas w kształcie półobroży, a na skrzydłach (w pierwszej zimie i u młodych) ciemne plamy układające się w kształt litery „M” (przyjmując dziób za „górę”). Przypominają one wtedy młode mewy małej. Młodociana szata ma już szary płaszcz i czysto białe lotki II rzędu. Oprócz tego czarny pasek na końcu ogona, czarna plama uszna, czarny pasek na karku i czarny dziób. Ostateczną szatę przybierają w 3. roku życia.

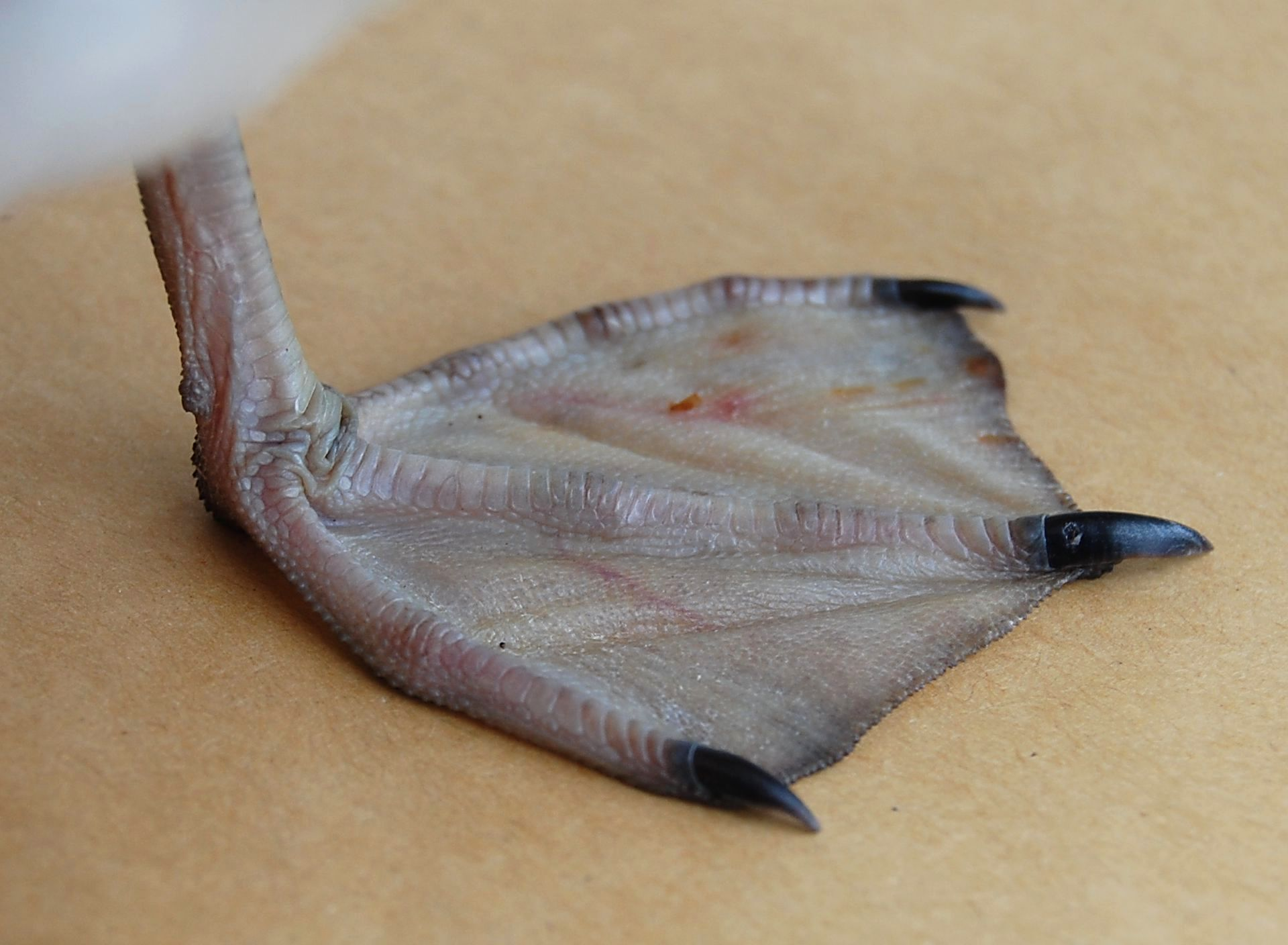
Łapa młodego ptaka pierwszej zimy. Tylny palec jest prawie całkowicie zredukowany

W locie łatwa do rozpoznania po widocznym rysunku układającym się w literę „M” na grzbiecie i skrzydłach. Ogon jest lekko wcięty na końcu oraz ma czarne obrzeżenie, lekko karbowany i krótki. Ciemnoszary wierzch skrzydeł jaśnieje do białego w stronę ich końców. Z większej odległości wydają się szaro-biało-czarne. Sam lot jest lekki i zręczny, podobnie jak u rybitwy. Lata głównie nad powierzchnią wody, a gdy dryfuje na wodzie, wydaje się być lekka jak korek.
R. t. pollicaris jest większa, a czarne plamy na końcówkach skrzydeł są rozleglejsze.
GłosMewy trójpalczaste w swych koloniach są bardzo hałaśliwe. Głos podobny do nosowego i gulgoczącego „kiti wi” dał angielską nazwę temu gatunkowi: kittiwake. Usłyszeć też można krótkie, ostrzegawcze „uk uk”. Natomiast poza okresem gniazdowania ptaki te prawie w ogóle się nie odzywają.

## Biotop

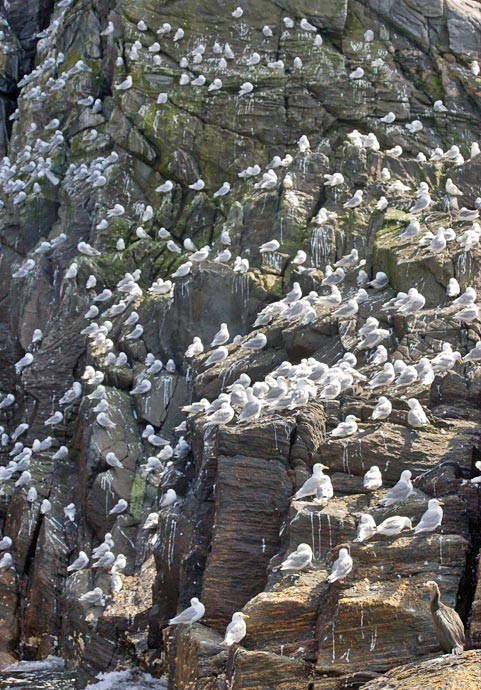
Kolonia mewy trójpalczastej na norweskiej ptasiej wyspie

W okresie lęgowym gnieździ się nad stromymi morskim wybrzeżami, na skalistych wysepkach. Resztę roku spędza na pełnym morzu, gdzie zasiedla tamtejsze wyspy, często będąc tam gatunkiem dominującym. Z morzem jest związana bardziej niż inne mewy. Nad lądem pojawia się tylko wyjątkowo.

## Okres lęgowy

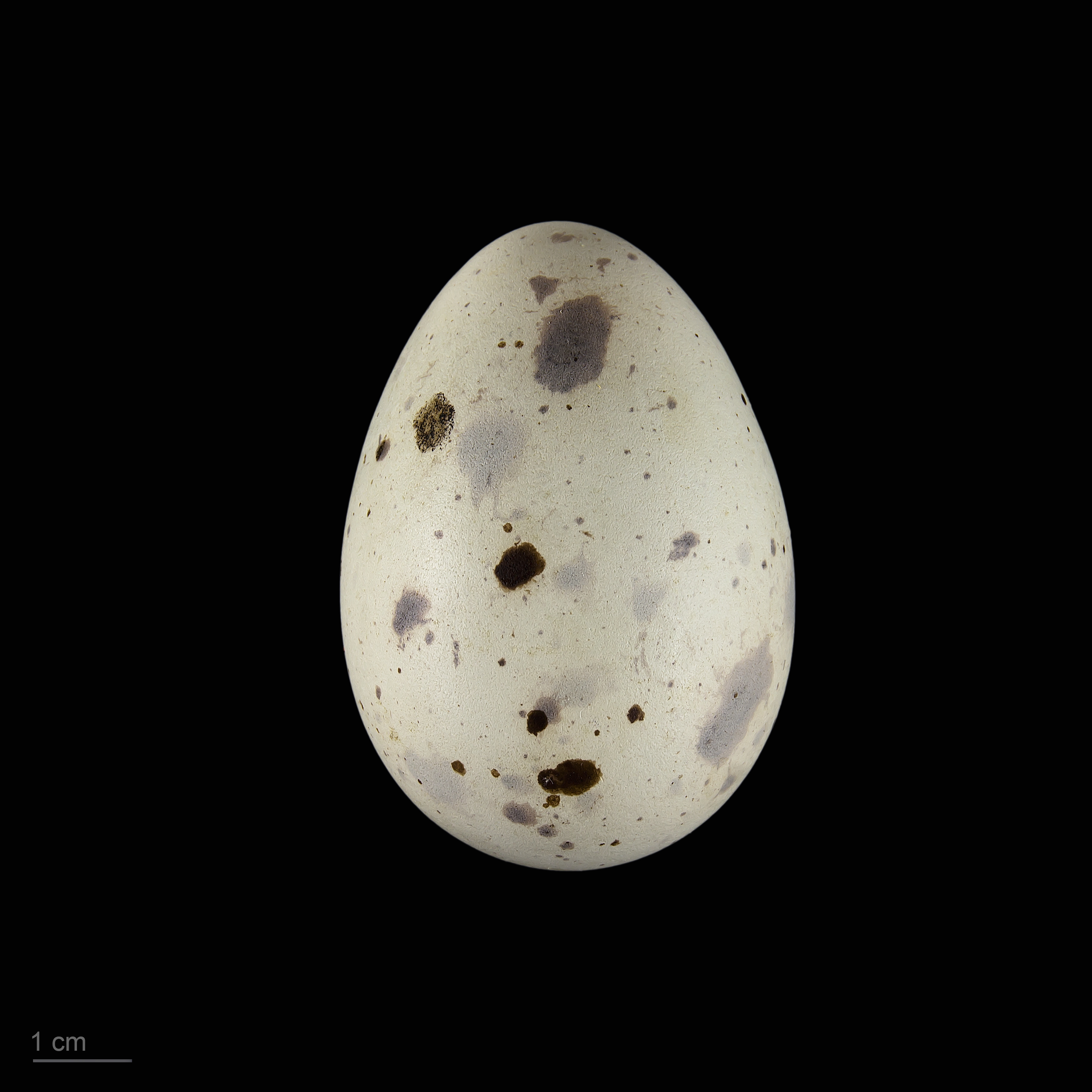
Jajo z kolekcji muzealnej

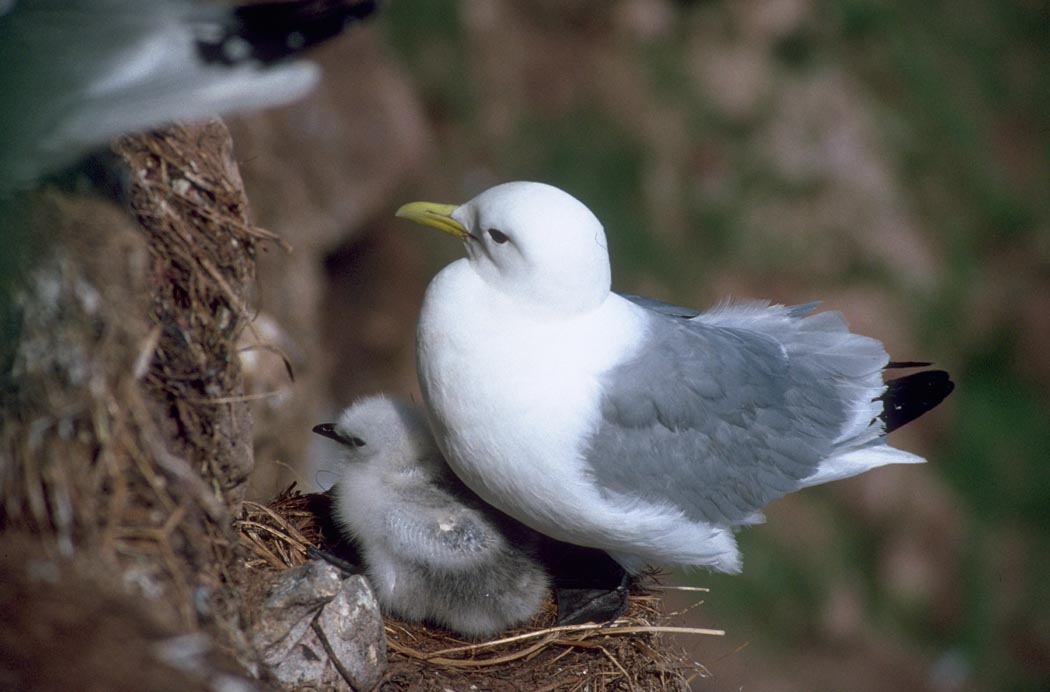
Dorosły ptak z pisklęciem

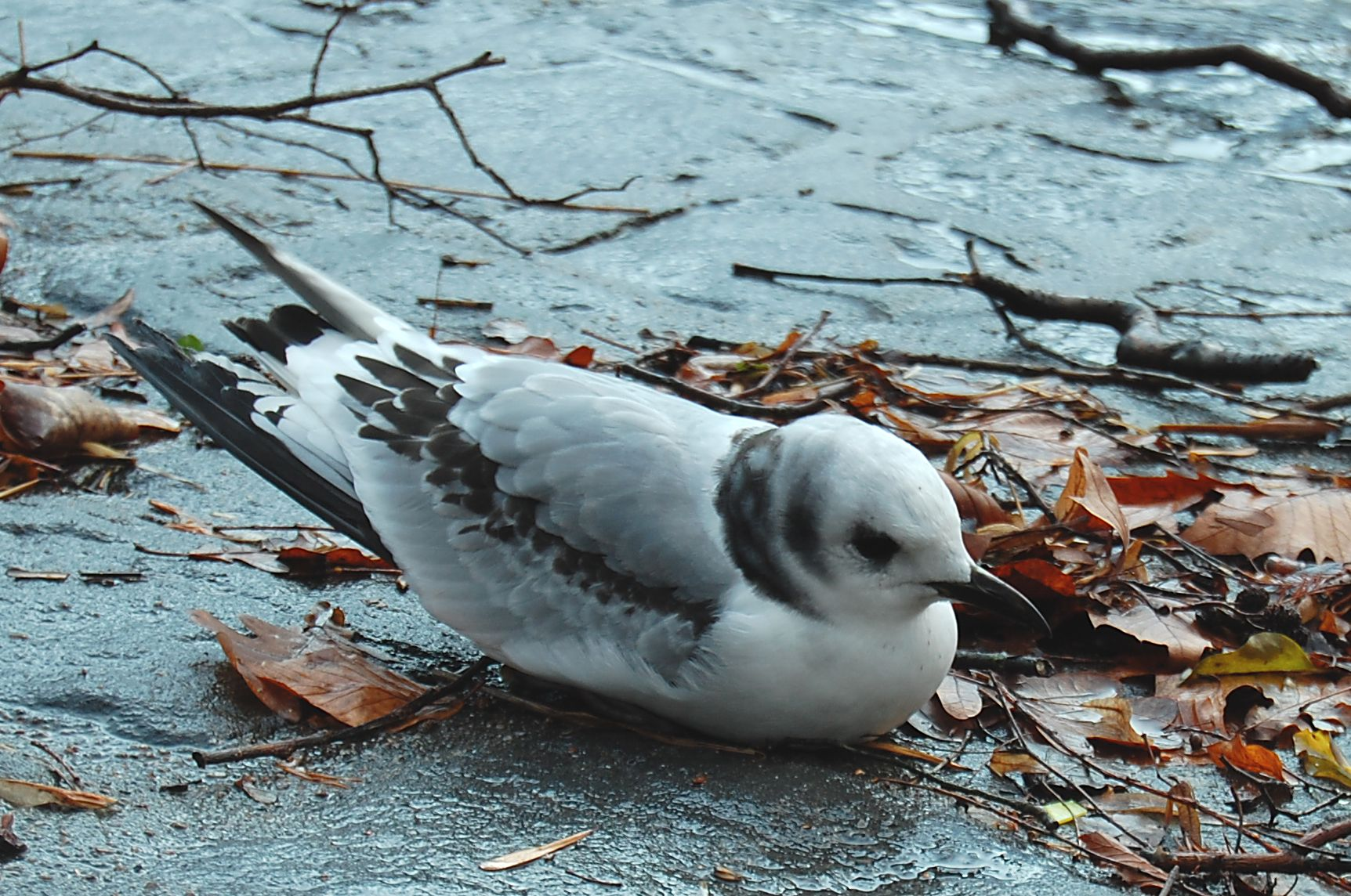
Młody ptak pierwszej zimy

TokiNa lęgowiskach dochodzi do łączenia się w pary. Zazwyczaj kojarzą się osobniki podobnego wieku. Partner często jest ten sam co zeszłego roku, jeśli udało się uzyskać z nim wtedy sukces rozrodczy. Inna zaletą dochowania sobie wierności jest szybszy rozwój gruczołów płciowych starego partnera, już na początku okresu rozrodczego, co pozwala wyprowadzić wcześniej lęg.
GniazdoZazwyczaj na skalnym klifie lub nad urwiskiem. Gniazdo ma stożkowaty kształt i składa się ze starannie ułożonych różnych roślin wodnych, wodorostów, mchów, porostów i traw, zlepionych razem gliną lub szlamem. Wysychając, konstrukcja staje się twardą ochroną dla piskląt czy jaj. Coraz częściej gniazda widywane na dachach budynków. Zakładają je oboje rodzice. Jako ptak towarzyski tworzy duże, gęste kolonie liczące ponad 10 tysięcy, choć zdarzają się również liczące ponad 100 tysięcy par. Lęgnąć mogą się w obrębie gniazd innych ptaków morskich, jak fulmary czy nurzyki. Zdarza się, że pary zakładają gniazdo już w maju, na pewien czas przed złożeniem jaj.
JajaW ciągu roku wyprowadza jeden lęg, składając w maju-czerwcu (na Dalekiej Północy nawet w lipcu) 2 jaja, które są bardziej stożkowate niż u innych mew gniazdujących na płaskim terenie. Zapobiega to ich wyturlaniu się z gniazda. Są one jaśniejsze, szarożółte z nielicznymi plamkami, w porównaniu z lęgami innych gatunków mew. Samice, które się wcześniej lęgły, w kolejnym okresie lęgowym mają zwykle więcej jaj, 3 zamiast 2. To powoduje, że sukces rozrodczy ptaków starszych jest zazwyczaj większy.
Wysiadywanie i dorastanieJaja wysiadywane są przez okres 24–28 dni przez obydwoje rodziców. Razem również karmią swe młode, choć wracając z pokarmem nie rozpoznają ich indywidualnie, ale kierują się położeniem gniazda. Podczas gdy jeden dorosły ptak żeruje, drugi znajduje się na gnieździe. Pokarmu mogą wtedy szukać na dużych odległościach. W przeciwieństwie do innych mew ze względu na położenie gniazda, pisklęta – gniazdowniki – nie mogą swobodnie z niego wychodzić i biegać wokół niego. Zatem nie ma tu odszukiwania młodych po wydawanym głosie rodzica, jak ma to miejsce w koloniach innych mew. Młode siedzą w gnieździe przez 46–47 dni, choć lotne stają się tydzień wcześniej. Gdy opuszczają gniazda i skończy się okres lęgowy, zarówno młode, jak i stare ptaki rozpraszają się na wszystkie strony, kierując się głównie na północny Atlantyk. Mewy trójpalczaste, mając dopiero kilka lat, docierają nad tereny lęgowe.

## Pożywienie
Głównie niewielkie ryby i inne zwierzęta morskie. 
Łowi je przeważnie na powierzchni wody. W czasie powolnego lotu szuka pokarmu na morzu. Gdy znajdzie rybę, nagle spada pod wodę z lekko zagiętymi skrzydłami. Gdy pojedyncza mewa odnajdzie całą ławicę ryb, alarmuje pozostałe ptaki rybożerne, jak burzyki czy większe mewy. Podobnie jak inne mewy, podąża za statkami i korzysta z odpadków ludzkiego rybołówstwa. Może korzystać też z kuchennych odpadków lub padliny zmytej przez powódź. Co ciekawe, mierzenie poziomu stresu u pojedynczych osobników jest używane do sprawdzania ilości ryb w morzu, ponieważ ich niewielka ilość powoduje wzrost tego hormonu w organizmie ptaków.

## Status i ochrona
Międzynarodowa Unia Ochrony Przyrody (IUCN) od 2017 roku uznaje mewę trójpalczastą za gatunek narażony (VU – Vulnerable); wcześniej, od 1988 roku była ona klasyfikowana jako gatunek najmniejszej troski (LC – Least Concern). Liczebność światowej populacji, według szacunków organizacji Wetlands International z 2016 roku, wynosi około 14,6–15,7 milionów osobników. Ogólny trend liczebności populacji uznawany jest za spadkowy. Szybko spada liczebność populacji europejskiej, podczas gdy populacje północnoamerykańskie są stabilne lub wykazują niewielki spadek, choć niewielka populacja z kanadyjskiej Arktyki rośnie o około 1% rocznie.
W Polsce mewa trójpalczasta podlega ścisłej ochronie gatunkowej.